# سان ماورو دی سالینه
سان ماورو دی سالینه (به ایتالیایی: San Mauro di Saline) یک کومونه در ایتالیا است که در استان ورونا واقع شده‌است. سان ماورو دی سالینه ۱۱٫۱ کیلومتر مربع مساحت و ۵۷۰ نفر جمعیت دارد و ۸۰۴ متر بالاتر از سطح دریا واقع شده‌است.